# KI Klaksvik (femení)
El KÍ Klaksvík femení és la futbol femení secció femenina del KÍ Klaksvík, un club de futbol de Klaksvík.
Juga a la Primera Divisió, que ha dominat des del 2000 amb setze títols consecutius. És l'únic equip que ha jugat totes les edicions de la Lliga de Campions des de la creació de la competició al 2002, encara que mai ha superat la fase prèvia.

## Històric

### Palmarès
- 23 Lligues de les Illes Fèroe
  - 1997 - 2000 - 2001 - 2002 - 2003 - 2004 - 2005 - 2006 - 2007 - 2008 - 2009 - 2010 - 2011 - 2012 - 2013 - 2014 - 2015 - 2016 - 2019 - 2020 - 2021 - 2022 - 2023
- 16 Copes de les Illes Fèroe
  - 2000 - 2001 - 2003 - 2004 - 2006 - 2007 - 2008 - 2010 - 2011 - 2012 - 2013 - 2014 - 2015 - 2020 - 2022

### Trajectòria
| Edició |                      | 1ª Fase prèvia ¹ | 2ª Fase prèvia ¹ | Quarts de final | Semifinals | Final |
| ------ | -------------------- | ---------------- | ---------------- | --------------- | ---------- | ----- |
| 01/02  |                      |                  | HJK Helsinki     |                 |            |       |
| 02/03  |                      |                  | Umeå IK          |                 |            |       |
| 03/04  |                      |                  | Fulham FC        |                 |            |       |
| 04/05  |                      | AZS Wroclaw      |                  |                 |            |       |
| 05/06  |                      | FC Lucerna       |                  |                 |            |       |
| 06/07  |                      | RCD Espanyol     |                  |                 |            |       |
| 07/08  |                      | Valur Reykjavík  |                  |                 |            |       |
| 08/09  |                      | Zvezda Perm      |                  |                 |            |       |
| Edició | Fase prèvia ¹        | Setzens de final | Vuitens de final | Quarts de final | Semifinals | Final |
| 09/10  | Montpellier HSC      |                  |                  |                 |            |       |
| 10/11  | Everton FC           |                  |                  |                 |            |       |
| 11/12  | Glasgow City LFC     |                  |                  |                 |            |       |
| 12/13  | Apollon Limassol     |                  |                  |                 |            |       |
| 13/14  | FC Zürich            |                  |                  |                 |            |       |
| 14/15  | Gintra Universitetas |                  |                  |                 |            |       |
| 15/16  | Stjarnan Gardabaer   |                  |                  |                 |            |       |
| 16/17  | Apollon Limassol     |                  |                  |                 |            |       |

- ¹ Fase de grups. Equip classificat pillor possicionat en cas d'eliminació o equip eliminat millor possicionat en cas de classificació.

|                 |      |      |      |      | 1985 | 1986 | 1987 | 1988 | 1989 | 1990 | 1991 | 1992 | 1993 | 1994 | 1995 | 1996 | 1997 | 1998 | 1999 | 2000 |
| --------------- | ---- | ---- | ---- | ---- | ---- | ---- | ---- | ---- | ---- | ---- | ---- | ---- | ---- | ---- | ---- | ---- | ---- | ---- | ---- | ---- |
| Primera divisió |      |      |      |      | A-2  | 5    | 7    | 6    | 4    | 4    | 2    | 2    | 3    | 3    | 5    | 2    | 1    | 3    | 4    | 1    |
|                 | 2001 | 2002 | 2003 | 2004 | 2005 | 2006 | 2007 | 2008 | 2009 | 2010 | 2011 | 2012 | 2013 | 2014 | 2015 | 2016 |      |      |      |      |
| Primera divisió | 1    | 1    | 1    | 1    | 1    | 1    | 1    | 1    | 1    | 1    | 1    | 1    | 1    | 1    | 1    | 1    |      |      |      |      |